# Freirina
Freirina é uma comuna da província de Huasco, localizada na Região de Atacama, Chile. Possui uma área de 3.577,7 km² e uma população de 5.666 habitantes (2002).